# Heroes of Might and Magic Online
Heroes of Might and Magic Online — условно-бесплатная браузерная пошаговая стратегическая компьютерная онлайн MMORPG игра, анонсированная TQ Digital Entertainment. Бета-тестирование игры должно было начаться в декабре 2007 года. Компания Ubisoft начала закрытое бета-тестирование западной версии в мае 2010 года.
Выполняя миссии и сражаясь с врагами, игроки получали ресурсы, необходимые для укрепления армии и строительства замка. В версии HoMM Online, предназначенной для западного рынка, было заявлено 8 городов, 16 классов, 56 юнитов и более 900 кампаний с эпическим сюжетом.
Игра вышла в 2014 году, в стадии открытого бета-тестирования, со временем развитие игры прекратилось и каких-либо глобальных изменений в игре не произошло. 31 октября 2020 года администрация объявила о закрытии проекта 31 декабря 2020 года.
Игра «Меч и Магия: Герои Онлайн» (англ. Heroes of Might and Magic Online) была доступна на 5 языках, включая русский. Might & Magic Heroes Online была построена по классическим канонам Heroes, при этом игра не требовала скачивания и запускалась непосредственно из браузера, что до этого не применялось в этой серии игр.
Игра располагалась на двух серверах: RU1 (с русским интерфейсом и чатом) и общеевропейском (с различными интерфейсами и языками чата).

## Игры онлайн с похожими названиями
- Некоторые издания иногда путают игру «Might & Magic Heroes Online» 2014 года выпуска с китайской игрой «Heroes of Might and Magic Online» 2008 года выпуска («китайская компания TQ Digital купила у Ubisoft права на создание Heroes of Might and Magic Online»[2]), так как их названия различаются лишь порядком слов.
- Существует также онлайн-игра «Might and Magic: Heroes Kingdoms» («Меч и Магия: Герои. Королевства») 2009 года выпуска, которая также была разработана Ubisoft (см. её официальный сайт).

## Обещания разработчиков на предрелизе
Согласно разработчикам TQDigital, игра проходила на трёх уровнях взаимодействия (англ. levels):
- глобальном (англ. global level), случайно генерируемом уровне, где игроки перемещаются и взаимодействуют, как в обычной MMORPG (в реальном времени);
- стратегическом (англ. strategic level), похожем на обычную карту из Heroes III, где игроки могут перемещать своих героев в течение некоторого времени. Герои смогут перемещаться на определённую дистанцию, зависящую от их материальных возможностей (наполовину пошаговый режим);
- боевом (англ. combat level), похожем на режим битвы в Heroes V (в пошаговом режиме).